# 상용시
상용시(常用時)는 협정 세계시(UTC)로부터 또는 GMT로부터, 그 해의 일부 동안 햇빛 절약시간에 의해 조정되며 일반적으로 표준시이다. UTC는 원자 시계에 의하여 계산되고 1972년에 채택되었다. 더 오래된 시스템은 망원경관측을 이용한다.
전통적인 천문의 용법에서는, 상용시는 자정으로부터 계산된 태양시이다.

## 같이 보기
- 분류:나라별 시간
- 분류:시간대